# Клейн, Жак
Жак Клейн (фр. Jacques Klein; 10 июля 1930, Аракати — 24 октября 1982, Рио-де-Жанейро) — бразильский пианист еврейского происхождения.
Вырос и начал заниматься музыкой в городе Форталеза, консерваторию в котором основал его отец. Затем учился в Рио-де-Жанейро. В середине 1940-х гг. увлёкся джазом и оставил занятия академической музыкой, к которым вернулся в 1948 г., продолжив обучение в США у Уильяма Кейпелла и в Вене у Бруно Зайдльхофера. В 1953 г. выиграл Международный конкурс исполнителей в Женеве, в 1955 г. в Лондоне был удостоен Международной музыкальной премии Харриет Коэн. Вызывали резонанс совместные выступления Клейна со скрипачом Сальваторе Аккардо и пианистом Фридрихом Гульдой.
Среди записей Клейна наиболее известны ранние (середины 1950-х гг.) диски с самбой и другой музыкой бразильских композиторов (Зекинья де Абреу, Доривал Каимми и др.).
Преподавал в Федеральном университете Рио-де-Жанейро и в Университете Майами; среди учеников Клейна, в частности, Арналду Кохен и Соня Мария Виейра.